# Flagizio
Flagizio (fl. IX-X secolo) è stato un generale bizantino durante l'impero di Niceforo Foca il vecchio.
Quest'ultimo lo inviò in Calabria tra il IX ed il X secolo per difenderla dai continui attacchi saraceni.

## Biografia
Stanziatosi con un esercito lungo la costa all'interno del Golfo di Squillace, per proteggere le popolazioni rivierasche dai continui attacchi saraceni, li condusse sulle vicine alture retrostanti, creando una cittadina fortificata su uno sperone roccioso che chiamò Rocca di Niceforo.
Il continuo flusso di popolazioni provenienti dalla costa portò alla creazione di una cittadella che divenne l'odierna Catanzaro